# スクールシューティング
スクールシューティング (School shooting) とは、教育機関において起こる銃犯罪であり、特に教育機関の関係者がスプリー・キリングや大量殺人を行う場合に当てはまる。このような犯罪は精神病患者、アウトサイダー、放校処分を受けた生徒、卒業生、教職員、さらには在学生によって起こされることが多い。特定の人物を狙った銃撃とは違い、このような事件は無差別に行われることが多く、さまざまな人物が犠牲になる。また、スクールシューティングでは実行犯が自殺することによって事件が終結することが多い。

## 定義
スクールシューティングとは、学校で、生徒もしくは侵入者による乱射事件をさしている。タイで起きた血の水曜日事件や、アメリカ合衆国で起きたケント州立大学銃撃事件やJackson State killingsといった警察や軍による群衆鎮圧のための発砲行為、バス学校爆破事件（手製爆弾による事件）やケルンカトリック小学校虐殺事件（英語版,参考リンク,火炎放射器による事件）といった銃以外の武器の使用、 Ma'alot massacreやベスラン学校占拠事件といった複数の武器によるテロ行為はスクールシューティングの内には入らない。
スクールシューティングとしてよく知られている事件に、1999年4月20日（火曜日）、コロラド州ジェファーソン郡にて、エリック・ハリスとディラン・クレボルドがコロンバイン高校で13名を射殺した後自殺したコロンバイン高校銃乱射事件がある。
アメリカ合衆国では、公立学校での暴力・死傷事件やギャングがらみの事件は、人口密集地域でよく起きる。1997年に起きた校内での暴力事件のうち、17%が主要都市の公立学校での暴力事件を占め、都会の学校が11%、田舎の学校が10%、都会の郊外の学校が5%を占めていたという統計は、スラム地域や都会の学校では他の地域の学校よりも犯罪が起きやすいことを示している。しかし、アメリカ合衆国国外の場合、スクールシューティングはMercaz HaRav massacreのようにより国家主義色や宗教色の強い地域で起きやすい。
CNNでは、独自にアメリカ国内の学校におけるスクールシューティングの年間発生件数を集計しており、2024年には83件（集計開始以来最多）という数字を報じている。

## プロファイリング
スクールシューティングはアメリカ合衆国で強く関心を持たれている問題である。MOSAIC Threat Assessment Systemsといった企業が脅威となりうる生徒を見つけ出すためのサービスや商品を展開しているが、アメリカのシークレットサービスによる、国内で発生したスクールシューティングについての調査結果は、特定のタイプの生徒がこのような事件を引き起こすという考えに警鐘を鳴らしている。どのプロファイリングにも該当する生徒が多すぎて役に立たず、実際のところ犯人の中には、「アメリカ人で占められた、理想的な家庭」で両親とともに暮らしてきた者もいれば、虐待を受けたり、里親の下で育てられた者もいた。一人ぼっちだったものも少数いるが、多くは親しい友人を持っていた。
アラン・リップマンといった専門家は、経験を積んで確立された有効性をもつプロファイリングの方法が不足しているということを警告している。
単純なプロファイリングで判断するのは短絡的であるという懸念がある一方、その調査では、犯人に共通点があることを示した。その調査によると、犯人は"キレて"犯行を起こすのではなく、計画を練った上で武器を手に入れ、犯行を実行したことが示されている。彼らは、犯行を実行するまでに念を入れて長期にわたって計画を練っている。 
プリンストン大学のキャサリン・ニューマンは、犯人が「完全に一人ぼっちの人間ではないが、社会になじめずにいる者たち」であることを指摘している。また、彼等は時間がたってから自分の考えや犯行計画を打ち明けることが多い。
多くの銃撃犯は、シークレットサービスの調査官に対して、疎外や迫害の経験が犯罪のきっかけとなったと明かしている。シークレットサービス（参考：Fein, R.A., Vossekuil, B., Pollack, W., Borum, R., Reddy, M.,& Modzeleski, W. Threat assessment in schools: A guide to managing threatening situations and creating safe school climates. U.S. Department of Education and U.S. Secret Service, May, 2002 for the research and the recommendations therefrom)によると、生徒の特徴を探す代わりに以下のような点について尋ねるべきであるとしている
| 「 | 1. この子は何と言ってきたのか? 2. 生徒たちは不満を抱えているか? 3. 彼等の友人は何を知っているのか?4.その子は武器を手に入れているか? 5.その子は憂鬱になっているかもしくは失望しているか? | 」 |

あまり高く関心を持たれているわけではないが、性別も特徴として挙げられる。ほぼすべてのスクールシューティングの犯人は若い男性によって引き起こされており、いくつかの事件は、男女のどちらかだけがターゲットにされていた。ボブ・ハーバートはこのことについて2006年10月の ニューヨーク・タイムズで書いていた。なお、女性が犯人であるケースも2件報告されている。
別の調査では犯人の多くが攻撃性が増す副作用のある抗うつ薬 を服用していたことが挙げられている。
スクールシューティングは頻繁におこるものではないゆえに大事件として広く報道される。そのような事件は学校の規則に対する教育方針や安全の方針を変えることもあり、時として全米で銃規制の議論を活性化させることもある。 一部の専門家はそのような事件に対する恐怖感がモラル・パニックにつながっていると考えている。

## 主なスクールシューティング

### アメリカ合衆国
- 死者数には犯人を含まない。

| 事件名                                             | 発生場所                                         | 発生日             | 死者数 | 犯人                       |
| -------------------------------------------------- | ------------------------------------------------ | ------------------ | ------ | -------------------------- |
| テキサスタワー乱射事件                             | テキサス州オースティン                           | 1966年8月1日       | 15     | 射殺                       |
| Orangeburg massacre                                | サウスカロライナ州オレンジバーグ                 | 1968年2月8日       | 3      |                            |
| ケント州立大学銃撃事件                             | オハイオ州ケント                                 | 1970年5月4日       | 4      |                            |
| Jackson State shootings                            | ミシシッピ州ジャクソン                           | 1970年5月14日-15日 | 2      |                            |
| カリフォルニア州立大学フラトン校図書館事件         | カリフォルニア州フラトン市                       | 1976年1月12日      | 7      |                            |
| クリーブランド小学校銃乱射事件                     | カリフォルニア州サンディエゴ                     | 1979年1月29日      | 2      | 終身刑                     |
| Parkway South Junior High School shooting          | ミズーリ州セントルイス                           | 1983年1月20日      | 2      | 直後に自殺                 |
| ストックトン銃乱射事件                             | カリフォルニア州ストックトン                     | 1989年1月17日      | 5      | 直後に自殺                 |
| アイオワ大学銃乱射事件                             | アイオワ州アイオワシティ                         | 1991年11月1日      | 6      |                            |
| Lindhurst High School shooting                     | カリフォルニア州メアリーズビル                   | 1992年5月1日       | 4      | 死刑                       |
| Simon's Rock College of Bard shooting              | マサチューセッツ州グレートバリントン             | 1992年12月14日     | 2      | 終身刑                     |
| Richland High School shooting                      | テネシー州リンビル                               | 1995年11月15日     | 2      | 終身刑                     |
| Frontier Junior High shooting                      | ワシントン州モーゼスレイク                       | 1996年2月2日       | 3      | 禁錮205年                  |
| Hetzel Union Building shooting                     | ペンシルベニア州ステートカレッジ                 | 1996年9月17日      | 1      |                            |
| ベセル高校銃乱射事件                               | アラスカ州ベセル                                 | 1997年2月19日      | 2      | 禁錮198年                  |
| パール高校銃乱射事件                               | ミシシッピ州パール                               | 1997年10月1日      | 3      | 禁錮140年                  |
| ヒース高校銃乱射事件                               | ケンタッキー州パデューカ                         | 1997年12月1日      | 3      | 終身刑                     |
| ウエストサイド中学校銃乱射事件                     | アーカンソー州ジョーンズボロ                     | 1998年3月24日      | 5      | 21歳まで収監               |
| パーカー中学校銃乱射事件                           | ペンシルベニア州エディンボロ                     | 1998年4月24日      | 1      |                            |
| Thurston High School shooting                      | オレゴン州スプリングフィールド                   | 1998年5月21日      | 4      | 禁錮111年                  |
| コロンバイン高校銃乱射事件                         | コロラド州リトルトン                             | 1999年4月20日      | 15     | 直後に自殺                 |
| ヘリテージ高校銃乱射事件                           | ジョージア州コニャーズ                           | 1999年5月20日      | 0      | 禁錮40年                   |
| Buell Elementary School shooting                   | ミシガン州マウントモーリス・タウンシップ         | 2000年2月29日      | 1      | 不起訴                     |
| サンタナ高校銃乱射事件                             | カリフォルニア州サンティー                       | 2001年3月5日       | 2      | 禁錮50年                   |
| Granite Hills High School shooting                 | カリフォルニア州エルカホン                       | 2001年3月22日      | 0      | 獄中自殺                   |
| Appalachian School of Law shooting                 | ヴァージニア州グランディ                         | 2002年1月16日      | 3      | 終身刑                     |
| Red Lion Area Junior High School shootings         | ペンシルベニア州 レッドライオン                  | 2003年4月24日      | 1      | 直後に自殺                 |
| ケース・ウェスタン・リザーブ大学銃乱射事件         | オハイオ州クリーブランド                         | 2003年5月9日       | 1      |                            |
| Rocori High School shootings                       | ミネソタ州コールドスプリング                     | 2003年9月24日      | 2      | 終身刑                     |
| フェアリー・ディッキンソン大学銃乱射事件           | ニュージャージー州フォーハムパーク               | 2004年4月4日       | 1      |                            |
| レッドレイク高等学校銃乱射事件(英語版)             | ミネソタ州レッドレイク郡                         | 2005年3月21日      | 7      | 銃撃戦で重傷を負った後自殺 |
| Campbell County High School shooting               | テネシー州 ジャックスボロ                        | 2005年11月8日      | 1      | 禁錮45年                   |
| Pine Middle School shooting                        | ネバダ州リノ                                     | 2006年3月14日      | 0      | 200時間の社会奉仕          |
| Essex Elementary School shooting                   | バーモント州エセックス                           | 2006年8月24日      | 2      | 直後に自殺                 |
| プラットキャニオン高校人質事件                     | コロラド州ベイリー                               | 2006年9月27日      | 1      | 直後に自殺                 |
| ウェストン高校銃乱射事件                           | ウィスコンシン州カゼノビア                       | 2006年9月29日      | 1      |                            |
| アーミッシュ学校銃乱射事件                         | ペンシルベニア州ランカスター郡ニッケル・マインズ | 2006年10月2日      | 5      | 直後に自殺                 |
| バージニア工科大学銃乱射事件                       | バージニア州ブラックスバーグ                     | 2007年4月16日      | 32     | 直後に自殺                 |
| デラウェア州立大学銃乱射事件                       | デラウェア州ドーバー                             | 2007年9月21日      | 1      |                            |
| サクセステック・アカデミー銃撃事件                 | オハイオ州クリーブランド                         | 2007年10月10日     | 0      | 直後に自殺                 |
| ルイジアナ工科大学銃乱射事件                       | ルイジアナ州バトンルージュ                       | 2008年2月8日       | 2      | 直後に自殺                 |
| ミッチェル高校銃乱射事件                           | テネシー州メンフィス                             | 2008年2月11日      | 0      |                            |
| E.O. Green School shooting                         | カリフォルニア州オックスナード                   | 2008年2月12日      | 1      |                            |
| 北イリノイ大学銃乱射事件                           | イリノイ州デカルブ郡                             | 2008年2月14日      | 5      | 直後に自殺                 |
| Central High School shooting                       | テネシー州ノックスビル                           | 2008年8月21日      | 1      | 禁錮30年                   |
| アーカンソー中央大学銃乱射事件                     | アーカンソー州コンウェイ                         | 2008年10月27日     | 2      |                            |
| オイコス大学銃乱射事件                             | カリフォルニア州オークランド                     | 2012年4月2日       | 7      | 7回の終身刑                |
| サンディフック小学校銃乱射事件                     | コネチカット州ニュータウン                       | 2012年12月14日     | 26     | 直後に自殺                 |
| アムクワ・コミュニティー・カレッジ銃乱射事件       | オレゴン州ローズバーグ                           | 2015年10月1日      | 10     | 警察との銃撃戦の末死亡     |
| マージョリー・ストーンマン・ダグラス高校銃乱射事件 | フロリダ州ブロワード郡パークランド               | 2018年2月14日      | 17     | 逮捕                       |
| サンタフェ高校銃乱射事件                           | テキサス州サンタフェ市                           | 2018年5月19日      | 10     | 自殺を図ったのち投降       |
| ロブ小学校銃乱射事件                               | テキサス州ユバルデ郡                             | 2022年5月24日      | 21     | 射殺                       |
| コベナント・スクール銃乱射事件                     | テネシー州ナッシュビル                           | 2023年3月27日      | 6      | 射殺                       |

1. 1 2 3  現代の基準ではスクールシューティングに該当しない。
2. ↑  撃った少年も撃たれた少女も当時6歳。
3. ↑  高校の犠牲者に限った人数。犯人は乱射事件の前に自宅で祖父とその恋人を射殺しており、合計の犠牲者は9人である。
4. ↑  犯人は当時14歳。

### カナダ
| 事件名                                                                            | 発生場所                 | 発生日         | 死者数 | 備考/詳細 | 犯人       |
| --------------------------------------------------------------------------------- | ------------------------ | -------------- | ------ | --- | ---------- |
| ブランプトン・センティニアル高校銃乱射事件 (Centennial Secondary School shooting) | オンタリオ州ブランプトン | 1975年5月28日  | 3      | 参考リンク | 直後に自殺 |
| セントピウス・エックス高校銃乱射事件                                              | オンタリオ州オタワ       | 1975年10月27日 | 1      | カナダ初のハイスクールにおける殺人事件（上記の事件はセカンダリー・スクールで発生したものである）。この事件について書かれた本に Rape of a Normal Mindがある。                                                                        | 直後に自殺 |
| モントリオール理工科大学虐殺事件                                                  | ケベック州モントリオール | 1989年12月6日  | 14     | | 直後に自殺 |
| コンコルディア大学銃乱射事件                                                      | ケベック州モントリオール | 1992年8月24日  | 4      | 1992年8月24日に、ケベック州モントリオールのコンコルディア大学で4人が死亡した事件。犯人はかつてコンコルディア大学の機械工学科の教授だった男性で、犠牲者のうちのひとりの同僚だった。参考                                              | 終身刑     |
| W.R.マイヤーズ高校銃乱射事件                                                      | アルバータ州テーバー     | 1999年4月28日  | 1      | アルバータ州テーバーの W.R.マイヤーズ高校で発生した事件。14歳の少年が徒歩で来校し、3人の生徒に向かって乱射。うち1人が死亡、1人が負傷。この事件は、コロンバイン高校銃乱射事件より8日しかたっておらず、模倣犯として知られた。         |            |
| ドーソン・カレッジ銃乱射事件                                                      | ケベック州モントリオール | 2006年9月13日  | 1      | 負傷20人、うち6人重体。 | 直後に自殺 |
| C.W. Jefferys Collegiate Institute shooting                                       | オンタリオ州トロント     | 2007年5月23日  | 1      | 17歳の少年2人が、C.W. Jefferys Collegiate Instituteで15歳の生徒を射殺したとして第一級殺人で起訴された。犯人の逮捕にさきがけ、警察側が容疑者の写真を公開した結果、ウェブサイトにも容疑者の写真が公開され、1時間後に逮捕された        |            |
| Bendale Business and Technical Institute shooting                                 | オンタリオ州トロント     | 2008年9月16日  | 0      | 16歳の少年が駐車場で胸部を撃たれ、その場にいた人も被害に遭う。2008年9月17日、トロント警察が18歳の少年を逮捕。この少年は強盗の罪に問われていたが、誓約書を提出することができなかった。なお、撃たれた少年も強盗の罪で摘発されていた。 |            |

### 南アメリカ、ヨーロッパ、アジア、アフリカおよびオーストラリア
| 事件名                             | 発生場所                              | 発生日         | 死者数 | 備考/詳細 | 犯人       |
| ---------------------------------- | ------------------------------------- | -------------- | ------ | --- | ---------- |
| ラウマ中学校銃乱射事件             | フィンランド · ラウマ                 | 1989年1月24日  | 2      | Raumanmeri中学校で2人の生徒が14歳の少年に撃たれ、致命傷を負った。犯人はいじめの被害にあったと訴えていた。 |            |
| オーフス大学銃乱射事件             | デンマーク · オーフス                 | 1994年4月4日   | 3      | 生徒が発砲し3人を殺害。2人を負傷させた。生徒は発砲後、自殺した。 | 直後に自殺 |
| ダンブレーン事件                   | スコットランド ダンブレーン           | 1996年3月13日  | 17     | スコットランドのダンブレーン小学校で発生。犯人は児童16人と大人1人を殺害。イギリス史上、子供が襲われた事件の中で最悪のものとなっている。 | 直後に自殺 |
| サナア事件                         | イエメン サナア                       | 1997年3月30日  | 8      | 48歳の男が2つの学校で何百人もの生徒を襲い、アサルトライフルで6人を射殺、12人が負傷した。犯人はTala'iの学校に5人の子供を通わせており、自分の娘の一人が学校の職員に強姦されたと主張したが、証拠は見つかっていない。なお、犯人は1997年4月5日、銃殺刑に処された。      | 銃殺刑     |
| フィリピン大学銃乱射事件           | フィリピン ケソン                     | 1999年2月19日  | 1      | 一人の生徒が男子社交クラブのメンバーに、ライバルのクラブと間違われて撃ち殺された。 |            |
| エアフルト事件                     | ドイツ エアフルト                     | 2002年4月26日  | 17     | ヨハン・グーテンバーグギムナジウムにて発生。 犯人は13人の学校関係者 (うち12人は教師で残りの1人は職員)、生徒2人、警官1人の合計16人を射殺し、7人を負傷させた後、自殺。                                                                                               | 直後に自殺 |
| モナシュ大学銃乱射事件             | オーストラリア メルボルン             | 2002年10月21日 | 2      | ビクトリア州メルボルンのモナシュ大学で、生徒がクラスメイトや教師に向かって銃を発砲。2人が死亡し、5人がけがを負った。 |            |
| Pak Phanang school shooting        | タイ ナコーンシータンマラート         | 2003年6月6日   | 2      | 17歳の生徒がクラスメイトに拳闘で負けた後、2人を殺害し、4人にけがを負わせた。 |            |
| コーブルク銃乱射事件               | ドイツ コーブルク                     | 2003年7月3日   |        | 16歳の生徒が自殺する前に2人いた先生のうちの1人に向かって発砲した。 | 直後に自殺 |
| Islas Malvinas School              | アルゼンチン カルメン・デ・パタゴネス | 2004年9月28日  | 3      | ブエノスアイレスから620マイル離れた町で、15歳の生徒が3人の生徒を殺し、6人の生徒にけがを負わせた。 |            |
| エムスデッテン学校銃乱射事件       | ドイツ エムスデッテン                 | 2006年11月20日 | 0      | 2005年に卒業した18歳の男性がGeschwister Scholl Schoolのキャンパス内でソードオフ・ショットガンを発砲し、3人の生徒と2人の教職員にけがを負わせた。犯人の仕掛けた複数のパイプ爆弾が爆発し、16人の警官とその場にいた一般人16人が負傷。                                  | 直後に自殺 |
| ベイルート・アラブ大学銃乱射事件   | レバノン ベイルート                   | 2007年1月25日  | 4      | ベイルートの大学にて、小競り合いから親政府組織と反政府組織との衝突に発展し、4人が死亡、200人が負傷。亡くなった親政府側の4人のうち2人はその大学の学生で、屋根から反政府側に発砲された。                                                                             |            |
| ヨケラ高校銃乱射事件               | フィンランド · トゥースラ             | 2007年11月7日  | 8      | 5人の男子生徒 (16 - 18) 、女子生徒 (25) 、校長であるHelena Kalmi (61)、保健医 (43)が殺された。犯人である男子生徒も自殺した。他1人が発砲により負傷し、11人が校舎から逃げる際に落ちてきたガラスの破片で負傷した。事件前日犯人はYouTubeに犯罪予告映像を投稿していた。 | 直後に自殺 |
| Euro International school shooting | インド グルガーオン                   | 2007年12月12日 | 1      | インドのインターナショナルスクールにて、その学校の生徒である14歳の少年と13歳の少年が14歳の生徒を射殺。 |            |
| Mercaz HaRav shooting              | イスラエル エルサレム                 | 2008年3月6日   | 8      | イスラエル系アラブ人のスクールバスの運転手が、Mercaz HaRav というイェシーバーに銃を持って立ち入り、8人を銃殺し、7人にけがを負わせた。定時制クラスの生徒の銃撃によりその運転手は死亡した。この事件はユダヤ教に反する民族との衝突の結果の一つとしてみなされている。  | 射殺       |
| セイナヨキ応用科学大学銃乱射事件   | フィンランド · カウハヨキ             | 2008年9月23日  | 10     | 22歳の学生が教室に乱入して銃を乱射し、ガソリンをまいて火を放った。10人が死亡し、1人が重傷。 | 直後に自殺 |
| ヴィネンデン銃乱射事件             | ドイツ ヴィネンデン                   | 2009年3月11日  | 15     | 17歳の元生徒が15人を射殺し、9人を負傷させた。警官隊と銃撃戦になり、犯人は両足を撃たれ逃走するが、その後自らの頭を撃ち自殺。 | 逃走後自殺 |
| リオデジャネイロ小学校銃乱射事件   | ブラジル リオデジャネイロ             | 2011年4月7日   | 12     | リオデジャネイロの小学校に男が乱入して銃を乱射。生徒12人が死亡し、容疑者も自殺した。 | 直後に自殺 |

## 影響

### 政治への影響
スクールシューティングが起きると、世論から銃規制強化の声がより声高に上がるなど、政治的な波紋が広がる。全米ライフル協会は学校への拳銃の持ち込みを禁止しても銃撃犯の抑止にはつながらない、と主張して規制の強化に反対しており、一部は銃を持った一般生徒が犯人の足止めとなり、さらなる犠牲者の出現を防いだ事例を挙げ、銃規制の緩和を要求している。このような主張の根拠となる事件のひとつに w:Mercaz HaRav Massacreがある。この事件の場合、警官ではなく銃を合法的に所持していた一般生徒が、隠し持っていたその銃で犯人に向かって発砲したことで終結に向かった。また、犯人に発砲させることなく、2人の生徒が自分の車から銃を持ち出して犯人に向かって発砲したことで、事件の拡大を未然に防げた。さらに ミシシッピ州の高校で起きた銃乱射事件の場合、教頭が自分の車から銃を取り出し、車で逃走する犯人を足止めした。コロンバイン高校やレッドレイク高校といった大惨事となった事件の際も、銃を装備していた警官が事件の際何もしていなかったり、発砲を控えていた。
なお、北アイルランドを除くイギリスでは、ダンブレーン事件以来、拳銃の所持を禁じる1997年改正銃器法ができた。

### 武装化した教室
何年もの間、アメリカ合衆国の一部地域では、丸腰の人間に武器を持たせて教室を守らせるため、教室を武装化することが認められてきた。2008年、テキサス州のw:Harrold Independent School Districtは、アメリカ合衆国の公立学校区で初めて、州が教師たちに対して銃器携行許可証を発行し、教師が教室に自分の銃を持ち込むことが可能になった（ただし、銃を持ち込むに当たっては、特別な訓練を受けた上で、跳弾防止処理の施された特殊な弾丸を使用する必要がある）。
また、ユタ大学の学生は、2006年の州最高裁判所の判決により、州の銃保持許可があれば、護身用に銃を持ち込むことが可能になった。
保守系のサイトであるNational Review Onlineに掲載された論説には、近年アメリカで学校での襲撃を防ぐのに役立っている教室の武装化は、タイやイスラエルではすでに取り入れられており、学校への襲撃対策に効果があると記されていた。
イスラエルでは、イスラエル国防軍での兵役経験があれば、教師および職員は学校に銃を持ち込んでもよいとされている。しかし、実際にどれほどの教師が銃を保持しているのかを示す統計はない。